# Караби-яйла
Караби́-яйла́ (укр. Карабі-яйла, крымскотат. Qarabiy yayla, Къарабий яйла; в переводе с крымскотатарского «пастбище чёрного паука») — горный массив (яйла) в составе Главной гряды Крымских гор, самая восточная из больших яйл Крыма. 

## Описание
Средняя высота массива около 1000 м над уровнем моря. Наивысшая точка — гора Тай-Коба (1254, 1259 м). Площадь Караби-яйлы — около 120 км², это самая обширная из крымских яйл. От соседних горных массивов Караби-яйлу с запада отделяют долины рек Суат и Бурульча, от Тырке -яйлы перевал Восточный Суат, с востока — реки Тана-Су и Биюк-Карасу. Караби-яйла состоит из двух частей: большего по площади нижнего плато и расположенного на юго-западе верхнего плато, известного также под названием Каратау (Кара-Тау).
На западном склоне Караби-яйлы у скального обрыва плато находится стоянка эпохи мустье и верхнего палеолита Аджи Коба I.

## Пещеры
Караби-яйла отличается обилием разнообразных карстовых полостей — пещер, колодцев, шахт, воронок. Среди крымских яйл она лидирует по общему количеству карстовых воронок: таковых здесь насчитывается около 3500 (хотя по их плотности Караби уступает Чатыр-Даг-яйле). Благодаря этому Караби-яйла очень популярна среди спелеологов. Многие пещеры доступны и обычным туристам — их можно посещать и без специального оборудования. Расположенные на Караби шахты Солдатская (глубина 515 м) и Нахимовская (около 400 м) до 2014 года занимали соответственно первое и третье место на Украине по глубине.
В 1989 году Комиссия спелеологии и карстоведения Московского центра Русского географического общества классифицировала по категории сложности следующие пещеры:
| - Большой Бузлук - Бой-Чукан - Вента - Визовская - Грина - Гвоздецкого - Гебы - Дружба - Дублянского - Живая - Зелёная - Кара-Агач-Туткель (Кюрю-Агач) - Кара-Мурза - Кастере - Комсомольская - Компромисс - Крубера - Крымская - КЭ-53 - КЭ-126 - КЭ-718-4 - Малая Каскадная - Малиновый Звон - Мамонтовая | - Мира - Молодёжная - Монастырь-Чокрак - Нахимовская - Нахимовская-2 - Пастухова - Профсоюзная - Разочарования - Резонансная - Сезам - Сказка - Солдатская - Сокол - Суворовская - Телячья - Тисовая - Ушаковская - Часовая - Штативная - Эврика - Электра - Эгиз-Тинах-2 - Юбилейная |

## Охрана природы
На территории Караби-яйлы расположено несколько заказников и памятников природы государственного значения.
- Геологический заказник «Горный карст Крыма».
- Ботанический заказник «Урочище Караби-яйла» занимает участок нагорного плато, где произрастают многие лекарственные растения.
- Ландшафтный заказник «Караби-яйла» занимает участок нагорного плато, где произрастают многие лекарственные растения.
- Геологический памятник природы «Карстовая шахта Солдатская на Караби-яйле», самая глубокая пещера в Крыму.
- Гидрологический памятник природы «Карасу-Баши» — урочище у истоков реки Биюк-Карасу на северном склоне яйлы.
- Ботанический памятник природы «Гора Каратау» — верхнее плато Караби-яйлы, поросшее старым буковым лесом.
- Ботанический заказник «Караби-яйлинская котловина», в котором сосредоточены редкостные заросли эндемичной для Крыма ясколки Биберштейна[7].